# Molos aksamitny
Molos aksamitny (Molossus molossus) – gatunek małego, drapieżnego ssaka z podrodziny molosów (Molossinae) w obrębie rodziny molosowatych (Molossidae). Zamieszkuje on większość terenów Ameryki Południowej, wysp karaibskich oraz Ameryki Centralnej. Osobniki dorosłe mają zwykle ciemniejsze futro od młodszych odpowiedników. Owadożerny, odżywia się przedstawicielami wielu rzędów owadów. Sam zaś pada ofiarą ptaków i stawonogów. Okres rozrodczy występuje w zależności od szerokości geograficznej, znajdywano ciężarne samice z jednym embrionem. Przez Międzynarodową Unię Ochrony Przyrody (IUCN) klasyfikowany jako gatunek najmniejszej troski (LC), ze względu na szeroki zasięg występowania oraz dużą ilość osobników w populacji. Trend populacji pozostaje nieznany. 

## Taksonomia
Gatunek formalnie opisał Peter Simon Pallas w roku 1776 jako Vespertilio molossus. Autor jako miejsce typowe holotypu wskazał Amerykę, co zostało skorygowane przez A. M. Husson'a w 1962 do Martyniki, na archipelagu Małych Antyli. Don Ellis Wilson razem z  M. Reeder w swej pracy Mammal Species of the World, jak i IUCN rozpoznają podgatunki: molossus, debilis, pygmaeus, fortis, milleri, tropidorhynchus, verrilli. Jednak podgatunek milleri oraz verrilli są uznawane od niedawna jako odrębne taksony, kompleks ten wymaga dalszych rewizji taksonomicznych. Obecnie autorzy Handbook of the Mammals of the World (HMW) oraz Illustrated Checklist of the Mammals of the World uznają ten gatunek za monotypowy. Molosa aksamitnego obecnie klasyfikuje się do rodzaju molos (Molossus), przy czym M. molossus jest typem nomenklatorycznym rodzaju.
Nazwa Molossus pochodzi od nazwy psów pasterskich (molosów), które były wykorzystywane do chronienia stad owiec przed wilkami.

## Występowanie i siedlisko
Występuje szeroko od południowo-zachodnich Stanów Zjednoczonych (stan Floryda) przez północno-wschodni Meksyk, El Salvador, na południe przez Amerykę Centralną do Ameryki Południowej od Argentyny po Urugwaj. Występuje też na wyspach karaibskich: stwierdzony na Wielkich i Małych Antylach, na Margarita, Trynidadzie i Tobago, Curaçao, Bonaire oraz Sint Eustatius. Występowanie tego taksonu na terenach Florida Keys może być powiązane z wprowadzeniem osobników tego gatunku przez człowieka.
Molos aksamitny zasiedla formacje roślinne takie jak cerrado, sawanna, suche i wilgotne lasy mieszane, lasy tropikalne, bagna, lasy wiecznie zielone, pastwiska, od nizin do wysokości 1250 m n.p.m. Jest bardzo plastyczny ekologicznie, łatwo adaptuje się do zmian środowiska spowodowanych winą człowieka, zamieszkuje również tereny z małą ilością roślinności i blisko ludzi.

## Morfologia

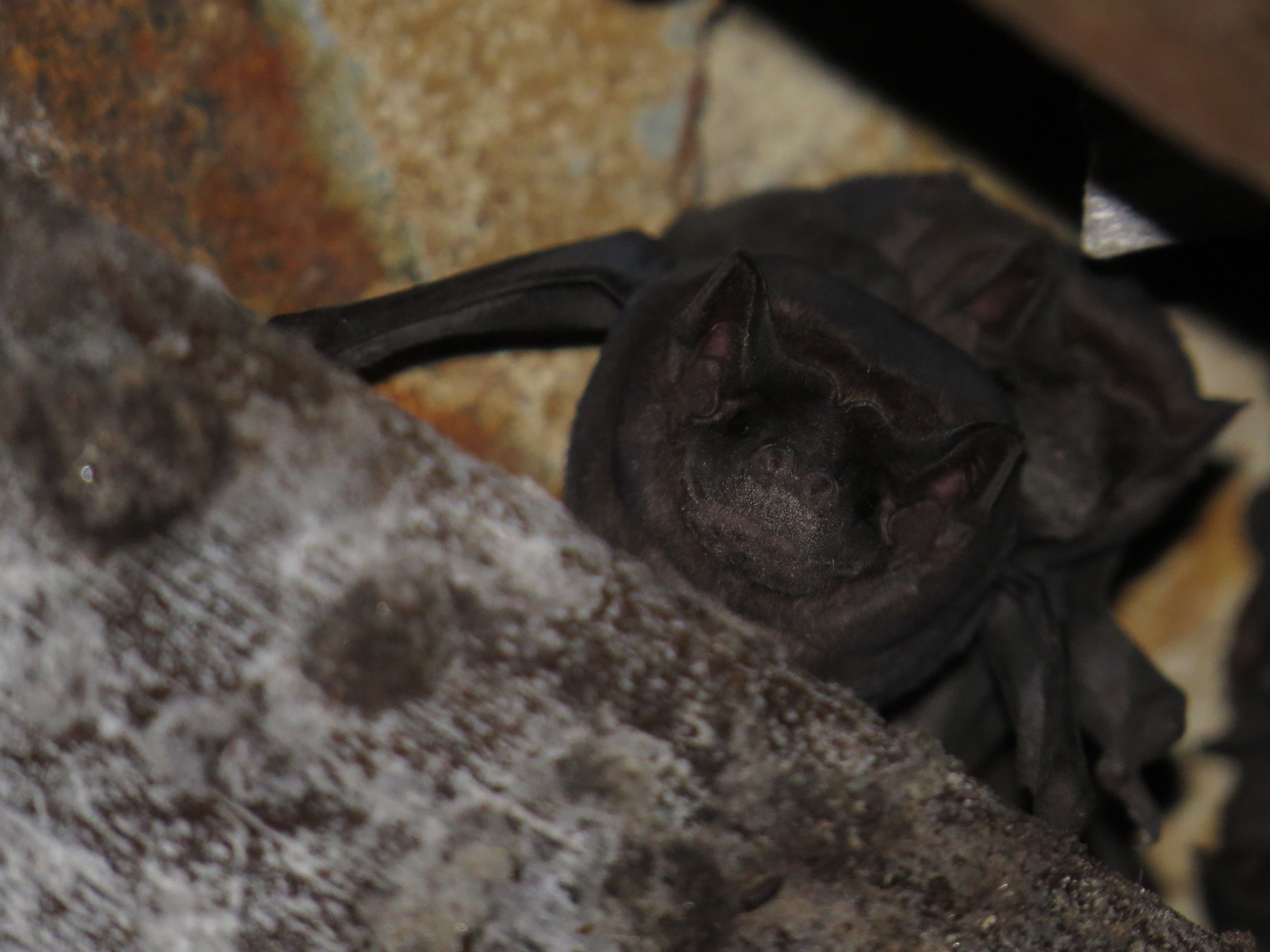
Odpoczywające M. molossus

Autorzy HMW podają następujące wymiary dla molosa aksamitnego: długość ciała 54-80 mm; długość ogona 30-46 mm; długość ucha 11-15 mm; długość stopy tylnej 7-11 mm; długość przedramienia 36-43 mm; waga 9-17 g. Wielkością dorównuje molosowi azteckiemu (M. aztecus), M. milleri oraz M. verrilli. Futro na grzbiecie jest zauważalnie dwubarwne (podstawa włosa jest płowa, zajmuje zwykle ¼ lub ½ jego długości), zmienne; u wielu osobników sierść na grzbiecie jest cynamonowa, do nawet kakaowej, acz niektóre osobniki mają bardzo ciemne ubarwienie, podczas gdy inne (zwykle młode) są szarawe. Sierść z przodu ciała jest jaśniejsza niż ta na grzbiecie. Pyszczek jest koloru średniobrązowego-ciemnobrązowego, gładki, bez żadnych przydatków (warga górna podobnie). Uszy są zaokrąglone, „wznoszą się” od czoła; koziołek (tragus) jest mały, a antytragus zwężony u podstawy. Błona skrzydłowa i ogonowa (uropatagium) brązowawe. Czaszka posiada długą mózgoczaszkę, trójkątne okolice kości potylicznej. 2 kieł jest długi, jego kształt jednakże różni się w zależności od populacji. Kariotyp (garnitur chromosomowy) różny dla innych populacji; u populacji z północno-wschodnich terenów Brazylii wzór to: 2n = 48 FN = 64, wzór 2n = 48 FN = 54 spotykany u populacji południowobrazylijskich, kariotyp o standardzie 2n = 48 FN = 58 spotykany jest u molosów z Indii Zachodnich oraz kilku innych lokalizacji rozmieszczonych w Ameryce Południowej, a u okazów z Portoryko garnitur chromosomowy przyjmuje schemat: 2n = 48 i FN = 56.

## Ekologia
Entomofag polujący w locie. W fekaliach M. molossus dopatrzono się wielu przedstawicieli owadów z rzędów: chrząszczy (Coleoptera), muchówek (Diptera), termitów (Isoptera), błonkoskrzydłych (Hymenoptera), pluskwiaków równoskrzydłych (Homoptera) i pluskwiaków (Hemiptera), motyli (Lepidoptera), prostoskrzydłych (Orthoptera), a także ważek (Odonata). Stwierdzono drapieżnictwo ze strony drzemlika (Falco columbarius), sokoła wędrownego (Falco peregrinus), puszczyka czarnolicego (Strix nigrolineata) i bentewi wielkich (Pitangus sulphuratus). W Amazonii molos aksamitny pada ofiarą pareczników z gatunku Scolopendra viridicornis (Scolopendridae). Podczas obserwacji z 2015 roku skolopendra zaatakowała nietoperza 3 m nad ziemią, przytrzymała swą ofiarę odnóżami, wstrzykując kilkakrotnie jad szczękonóżami w okolice szyi oraz brzucha.
Rozmnaża się raz podczas swojego stosunkowo krótkiego życia (5-6 lat). Okres rozrodczy różni się w zależności od szerokości geograficznej; w Brazylii ciężarne samice z jednym embrionem oraz młode były chwytane w listopadzie oraz marcu i kwietniu, podczas gdy w Panamie brzemienne samice łapane były od marca do sierpnia. Samice wydają na świat młode w czasie pory deszczowej, a samce pozostają aktywne seksualnie przez cały rok. Laktacja trwa półtora miesiąca, przy czym złowione samice jednocześnie były ciężarne, jak i produkowały mleko.
Nietoperz ten aktywny jest szczególnie z nastaniem zmierzchu i świtu. Latają stosunkowo krótko, zwykle mniej niż godzinę; pierwszy szczyt aktywności ma miejsce tuż po zachodzie słońca i wówczas osobniki są aktywa 31 – 60 minut; za drugim razem molosy latają do czasu nastania świtu. Gatunek cechuje się tym, że poszczególne osobniki częściej latają w towarzystwie innych okazów z tego samego stada, aniżeli samotnie albo z osobnikami z innych grup. W czasie nieaktywności odpoczywa w budynkach, dziuplach oraz między liśćmi palm.
Molos aksamitny chętnie przebywa w swoich schronieniach w towarzystwie innych nietoperzy, takich jak: molos zaroślowy (Molossus pretiosus), molos czarny (Molossus rufus), także z gatunkami z innych rodzin np. rybak mały (Noctilio albiventris), jęzornik ryjówkowaty (Glossophaga soricina) oraz nocek ciemny (Myotis nigricans). 

## Status
Międzynarodowa Unia Ochrony Przyrody (IUCN) uznaje molosa aksamitnego za gatunek najmniejszej troski na wyginięcie (LC – Least Concern), nieprzerwanie od 1996 roku. Liczebność populacji nie została precyzyjnie oszacowana, a trend populacji uznaje się za nieznany. Gatunkowi taki status nadano, gdyż posiada szeroki areał występowania, prawdopodobnie duże zasoby populacji oraz ponieważ jest mało prawdopodobne, aby jego populacje miały spadki takie, aby zakwalifikować się do umieszczenia w kategorii zagrożonych.